# Geheimcode: Wildgänse
Geheimcode: Wildgänse (Italiaanse titel: Arcobaleno selvaggio, internationaal uitgebracht als Code Name: Wild Geese) is een Italiaans-Duitse oorlogsfilm uit 1984, geregisseerd door Antonio Margheriti. De hoofdrol worden vertolkt door Lewis Collins, Ernest Borgnine, Lee van Cleef en Klaus Kinski.
De film volgt in grote lijnen dezelfde plotformule als The Wild Geese. De film behandelde de avonturen van een aantal huurlingen, een thema dat vaker in de jaren 80 werd gebruikt.

## Verhaal
De film begint in Hongkong, waar Fletcher, een man van de Drug Enforcement Administration, probeert de levering van opium aan het westen af te snijden. Deze opium wordt geleverd door een machtige drugsbaron met zijn eigen leger. Om deze missie te bekostigen en hulp te krijgen voor het bestrijden van de drugsbaron, heeft Fletcher een deal gesloten met de rijke Amerikaanse zakenman Brenner. Brenner en zijn partner Charlton, een ex-huurling, huren Robin Wesley, een man die zijn zoon heeft verloren aan opiumverslaving, in om de opiumfabrieken waar Fletcher naar op zoek is te vernietigen. Wesley stelt hiervoor een team samen van huurlingen van over de hele wereld, waaronder enkele die in aanvaring zijn gekomen met de wet (China en Klein).
Fletcher, Brenner en Charlton blijven in Hongkong terwijl de rest van het team afreist naar de Gouden Driehoek. Het team komt in de jungle een man genaamd Kim en zijn guerrillakrijgers tegen. Zij leiden Wesley’s team door de jungle naar een afgelegen basis van de opiumhandelaren. Een gevecht breekt uit waarbij aan beide kanten slachtoffers vallen. Wesley en Kim slagen samen met hun team erin de basis in te nemen. China bemachtigt bovendien een helikopter, waarmee de groep hun tocht voortzet.
Fletcher meldt Brenner en Charlton het nieuws over het eerste succes. Ondertussen bereikt de helikopter een van de locaties waar de opium wordt geproduceerd. Een tweede vuurgevecht met de soldaten die de fabriek bewaken is het gevolg. Wesley, Arbib en Stone vernietigen de opium-laboratoria met C4, en Klein blaast de containers op. Kim en zijn mannen vinden een groep gevangenen, en laten hen vrij. Met de vernietiging van de fabriek is Fletchers taak voltooid. Wel vindt het team nog een cd-rom met belangrijke informatie over mogelijk andere opiumfabrieken.

## Rolverdeling
| Acteur             | Personage            |
| ------------------ | -------------------- |
| Lewis Collins      | Robin Wesley         |
| Lee Van Cleef      | China                |
| Ernest Borgnine    | Fletcher             |
| Klaus Kinski       | Charleton            |
| Manfred Lehmann    | Klein                |
| Mimsy Farmer       | Kathy Robson         |
| Thomas Danneberg   | Arbib                |
| Frank Glaubrecht   | Stone                |
| Hartmut Neugebauer | Brenner              |
| Wolfgang Pampel    | Baldwin              |
| Luciano Pigozzi    | Priest               |
| Rene Abadeza       | Kim the Guide        |
| Bruce Baron        | Kowalski             |
| Protacio Dee       | General Khan         |
| Eric Hahn          | Freedom fighter      |
| John Ladalski      | Klaus's gang soldier |

## Achtergrond
De film kreeg haar Engelstalige titel wellicht pas in 1986 toen hij in de Verenigde Staten werd uitgebracht. De film belandde in Nederland snel dan wel direct in de videotheken. Een dvd is er anno 2010 nog niet.
De muziek van de film werd gecomponeerd en opgenomen door de Duitse band Eloy en uitgebracht op het album Codename Wildgeese.
Er waren enige spellingsproblemen bij zowel film als album. Juiste spelling van de film zou moeten zijn Codename Wild Geese.
Oorspronkelijk was het de bedoeling dat er een serie van films zou komen. De film kreeg uiteindelijk twee vervolgen:
- Kommando Leopard (1985)
- Der Commander (1988)